# سعود الحقباني
سعود الحقباني (مواليد 15 يناير 2003) لاعب تنس سعودي.

## المهنة
يمثل الحقباني المملكة العربية السعودية في كأس ديفيس،  حيث سجل W / L من 8 إلى 9. كان الحقباني لاعباً واعداً في التنس، حيث فاز بالعديد من بطولات التنس USTA للناشئين.